# Koçullu, Çekmeköy
Koçullu là một xã thuộc huyện Çekmeköy, tỉnh Istanbul, Thổ Nhĩ Kỳ. Dân số thời điểm năm 2010 là 1.4 người.